# Disterigma noyesiae
Disterigma noyesiae är en ljungväxtart som beskrevs av J. L. Luteyn. Disterigma noyesiae ingår i släktet Disterigma och familjen ljungväxter. Inga underarter finns listade i Catalogue of Life.